# Ahegao

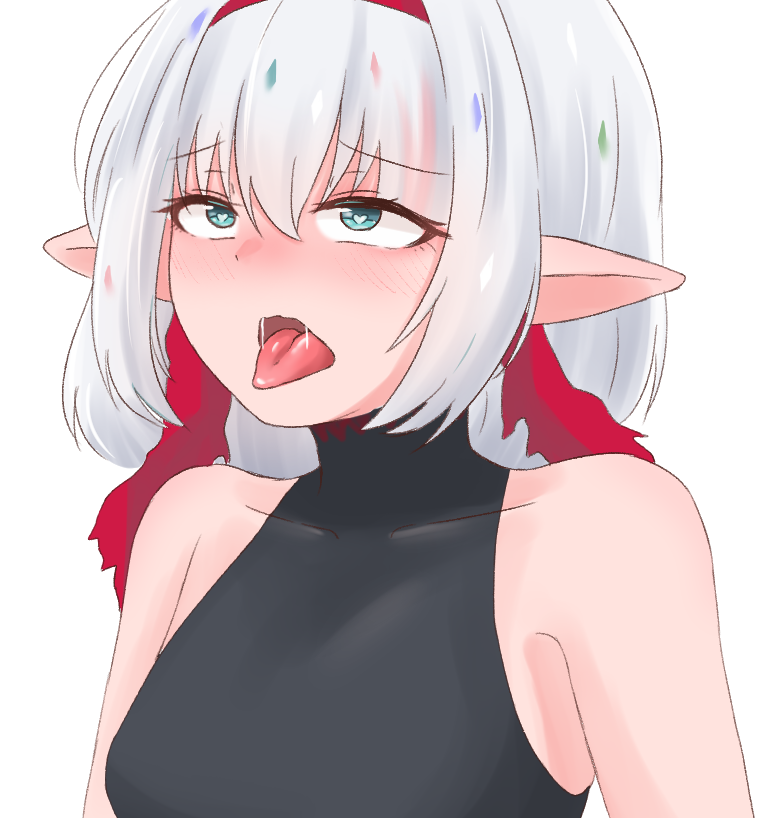
Nét mặt Ahegao

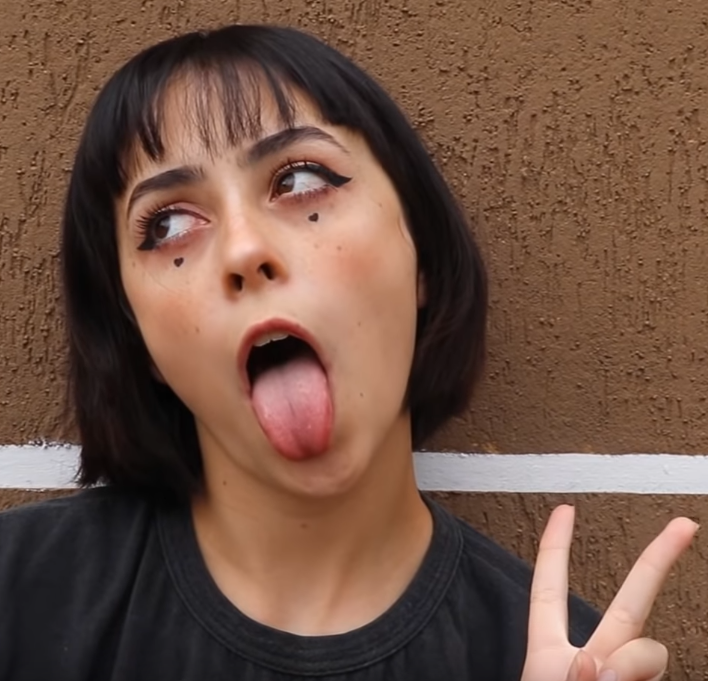
Ví dụ về diễn tả khuôn mặt ahegao của một e-girl

Ahegao (hay còn gọi là mặt chữ O, アヘ顔) là một thuật ngữ trong khiêu dâm tại Nhật Bản, một biểu cảm khuôn mặt được phóng đại của các nhân vật (thường là phụ nữ) trong quá trình quan hệ tình dục, với các dấu hiệu đặc trưng là trợn mắt hoặc trố mắt, lưỡi nhô ra và khuôn mặt hơi ửng đỏ và thể hiện sự thích thú hoặc ngây ngất. Phong cách này thường được sử dụng trong các thể loại erotica manga, anime (hentai), và các trò chơi video (eroge).

## Lịch sử
Thuật ngữ ahegao, còn có tên là mặt chữ O xuất hiện sớm nhất từ đầu những năm 1990. Các tạp chí khiêu dâm đã sử dụng từ này để diễn tả nét mặt của các nữ diễn viên khiêu dâm hành động trực tiếp trong quá trình cực khoái. Với cùng ngữ cảnh, ahegao đã được dùng ở một số bài viết đăng tại  2channel  và cộng đồng chị em của nó ở mảng nội dung người lớn, BBSPink, cũng như trong nội dung các video khiêu dâm tại các nền tảng thương mại điện tử dành cho người lớn vào đầu những năm 2000.